# Wernes
Wernes ist im Unterweltsbuch Amduat das Gebiet der 2. Nachtstunde. Der Sonnengott Re gelangt während seiner Fahrt kurz nach Sonnenuntergang in die Wasser von Wernes, um dort in eine andere Barke umzusteigen.
Isis und Nephthys treten in Wernes als gefährliche Schlangen in Erscheinung. Im Privatgrab TT 91 (18. Dynastie) ist unter anderem auch das Amduat als Grabverzierung enthalten. Der Verstorbene Amunuser verzichtet in der 2. Nachtstunde im Zusammenhang mit den Inhalten des Totenbuches ausnahmsweise auf das Ziehen der Barke, um in keine bedrohliche Situation zu geraten. 

„Die im Wernes (?) sind, sie kommen, wenn er (Re) die Fahrt zu diesem Gefilde richtet. (Er) erteilt ihnen Weisungen (aus?) seiner Barke, und (er) ruft (ihnen) zu, wenn er anlegt...Es fahren diese Barken den sehr Großen umher im Wernes...Es sagen die unterweltlichen Götter, wenn dieser große Gott in das (Tor) „Allesverschlinger“ eintritt, wenn er das „Gewässer des Re“ befahren hat bis zum Wernes: Oh erscheine. Großer Ba!“

Als weitere Göttin im Amduat tritt Ammit im oberen Register in Erscheinung, wo sie als stehende Göttin mit Uräus auf dem Kopf abgebildet ist. Die im Totenbuch in Verbindung zum Spruch 125 illustrierte Ikonografie als Mischwesen taucht erst nach der Amarna-Zeit erstmals auf. Im Amduat wird jedoch ihre ursprüngliche Darstellungsform nicht geändert. 

„Diese Götter sind es, die aufsteigen lassen die Worte derer, die auf Erden sind. Sie sind es, welche die Bas zu ihrem Schlaf gelangen lassen. Was sie zu tun haben, ist, für das Bringen der tiefen Nacht zu sorgen und Schlachtopfer zu vollziehen zu ihren Stunden. Sie sind es, die den Tag hüten und die Nacht bringen, bis dieser große Gott hervorgegangen ist aus der Urfinsternis, um im Torweg des Osthorizontes des Himmels zu verweilen.“